# Ferrovie Meridionali Sarde
La Ferrovie Meridionali Sarde (FMS) era un'azienda statale di trasporto pubblico operante nella parte sud-occidentale della Sardegna, in particolare nella regione del Sulcis - Iglesiente.

## Storia

### La nascita dellaferrovia del Sulcis

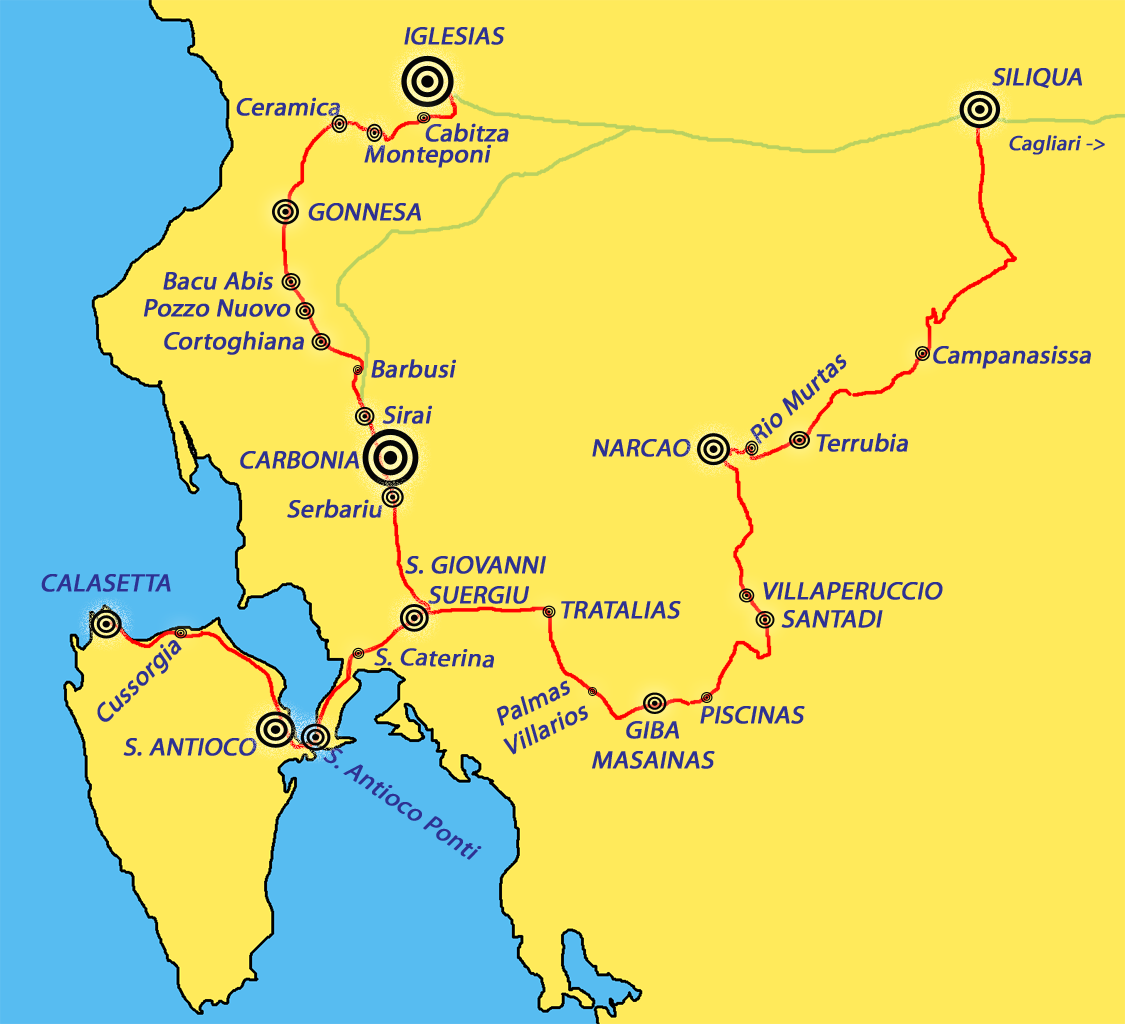
Tracciato delle linee ferroviarie FMS

Nei primi anni del XX secolo nel Sulcis cominciò a sentirsi la necessità di un collegamento ferroviario, per rompere l'isolamento della regione con il resto dell'isola. Tracce di questa richiesta si ritrovano in un numero de L'Unione Sarda del luglio 1910, a commento di alcune manifestazioni pro ferrovia:
(L'Unione Sarda, luglio 1910)
Approvata la costruzione e scelto il tracciato della ferrovia nel 1911, si decise alcuni anni dopo a chi affidare i lavori e la gestione.
Fu quindi con questo scopo che la Società Anonima Ferrovie Meridionali Sarde venne fondata a Busto Arsizio nel 1915. La Prima guerra mondiale causò un rinvio dei lavori, che furono iniziati solo nel 1923. Nel giro di tre anni, furono costruiti 107 km di ferrovia a scartamento ridotto (950 mm), colleganti il porto di Calasetta con la rete delle FS a Monteponi (frazione di Iglesias) e Siliqua, con le due diramazioni che si congiungevano a Palmas Suergiu (oggi denominata San Giovanni Suergiu).

Il treno inaugurale delle FMS in sosta a Iglesias nel maggio 1926

Il passaggio della tratta FS Monteponi-Iglesias (6 km) alle FMS e il conseguente cambio di scartamento, ordinati dal Regio decreto 668 del 1926, completò la rete FMS, che fu inaugurata il 13 maggio di quell'anno e inizio l'attività 10 giorni dopo. Il tipo di trazione utilizzata era quella a vapore, ed erano originariamente in servizio 8 locomotive Breda.
Nel 1936 la FIAT divenne azionista delle FMS, e per la rete sulcitana costruì 4 automotrici diesel. La fondazione di Carbonia (1938) incrementò notevolmente il traffico passeggeri e merci (carbone), grazie anche al fatto che la miniera di Serbariu si trovava vicina alla ferrovia, che quindi risultava la soluzione più immediata per il trasporto del minerale al porto di Sant'Antioco. Erano gli anni del boom della ferrovia del Sulcis, vettore sul quale viaggiavano la grande maggioranza delle merci nella zona: in questo periodo le FMS contano circa 700 dipendenti e si toccano punte di 60 treni giornalieri.

3 delle 4 ALn 200 a Palmas Suergiu (in seguito San Giovanni Suergiu) negli anni trenta del Novecento

Proprio per velocizzare il trasporto del carbone, la tratta tra Carbonia e la stazione di Sant'Antioco Ponti venne trasformata a doppio binario nel 1940 (il primo tronco a doppio binario in Sardegna), e numerose locomotive a vapore, provenienti da varie amministrazioni ferroviarie italiane, furono aggiunte al parco delle Meridionali Sarde. In particolare vennero acquistate, in varie riprese, 22 esemplari di locomotive R.370, private della ruota della cremagliera, provenienti dalla rete a scartamento ridotto FS della Sicilia. In quegli stessi anni, nel 1942, le FMS affiancarono al servizio ferroviario quello di autolinee, raggiungendo così anche le località del Sulcis non attraversate dai binari della società.

### Il passaggio dalle automotrici agli autobus

Una locomotiva Mallet delle FMS al traino di numerosi carri per il trasporto del carbone nei pressi di Sant'Antioco Ponti. L'andamento del servizio merci legato all'attività estrattiva del Sulcis-Iglesiente influenzò in maniera importante le sorti delle FMS nel periodo di attività della loro rete ferroviaria

Nel secondo dopoguerra, le FMS nel primo periodo ripresero a lavorare a gran ritmo, tanto che uno studio del Ministero dei trasporti del 1951 mostrò come l'86% del traffico merci e il 57% di quello passeggeri dell'intera rete a scartamento ridotto sarda fosse concentrato sulle linee delle Meridionali Sarde. Ma la forte crisi che portò alla chiusura di gran parte delle miniere del territorio negli anni successivi si ripercosse pesantemente anche sulle FMS, che videro crollare i traffici passeggeri e merci, complici anche il boom economico e l'apertura della Villamassargia-Carbonia delle FS. Vista la situazione con la Legge 1178 dell'11 dicembre 1954 le FMS vennero statalizzate e passarono alla Gestione commissariale governativa, i cui primi effetti furono l'acquisto di nuove automotrici ADe (entrate in servizio il 14 agosto 1960) e una generale revisione della rete. Nel 1963 inoltre l'esercizio nella tratta da Carbonia a Sant'Antioco venne riconvertito a binario unico.
La situazione del trasporto ferroviario non migliorò in quegli anni, aggravandosi con la chiusura della Siliqua-Narcao, causata dai lavori per la costruzione della diga di Bau Pressiu, e della Monteponi-Iglesias, dovuta al crollo di una galleria tra i due scali. Ormai la gente preferiva gli autobus al treno, e molte corse ferroviarie vennero progressivamente sostituite da quelle coi pullman. Fu naturale così la chiusura della rete ferroviaria delle FMS, datata 1º settembre 1974, 11 anni prima della scadenza naturale della concessione ferroviaria.

Treno composto da automotrici ADe e rimorchiate RPe presso la cantoniera di Corru Longu, tra Santa Caterina e Sant'Antioco Ponti, nel tronco destinato alla mai attuata riconversione a scartamento ordinario

Si tentò di salvare il tronco Carbonia-Sant'Antioco, inserendo nella legge che decretava la chiusura della rete a scartamento ridotto sulcitana un articolo che ne prevedeva la riconversione a scartamento ordinario e la congiunzione alla Villamassargia-Carbonia. Ciò nonostante i lavori non furono mai effettuati in quanto l'intero finanziamento di 4 miliardi di lire dell'epoca venne utilizzato esclusivamente per i servizi automobilistici dell'azienda.
La ferrovia fu completamente smantellata negli anni successivi (seppur le infrastrutture come ponti, gallerie, stazioni e cantoniere siano ancora presenti, anche se in alcuni casi patiscono lo stato di abbandono), buona parte del materiale ferroviario venne rottamato, mentre le automotrici ADe e le loro rimorchiate vennero cedute alle Ferrovie Complementari della Sardegna, e due di questi esemplari sono impiegati dall'ARST.
Alcune delle vecchie stazioni ferroviarie (Calasetta, San Giovanni Suergiu e Santadi) vennero utilizzate come depositi per gli autobus (tutte e tre vennero poi chiuse e trasformate in semplici fermate alla fine degli anni novanta), mentre due nuovi depositi furono realizzati nei pressi dei vecchi scali ferroviari FMS di Carbonia e Iglesias.

### Dal monopolio delle autolinee sulcitane al passaggio all'ARST
Dalla chiusura della ferrovia le FMS si sono convertite esclusivamente al trasporto pubblico su gomma e nel 1978 ottennero di fatto il monopolio delle autolinee extraurbane del Sulcis, dopo la decisione di non far girare nel territorio i bus dell'ARST al fine di evitare la concorrenza tra due aziende pubbliche (le FMS statali e l'ARST regionale). Le FMS inoltre garantirono negli anni vari collegamenti del territorio con Cagliari, oltre al servizio urbano nelle città di Carbonia e Iglesias, al servizio bus all'interno dell'Isola di San Pietro, e al servizio sostitutivo ferroviario sulle ex tratte ferroviarie dell'azienda.

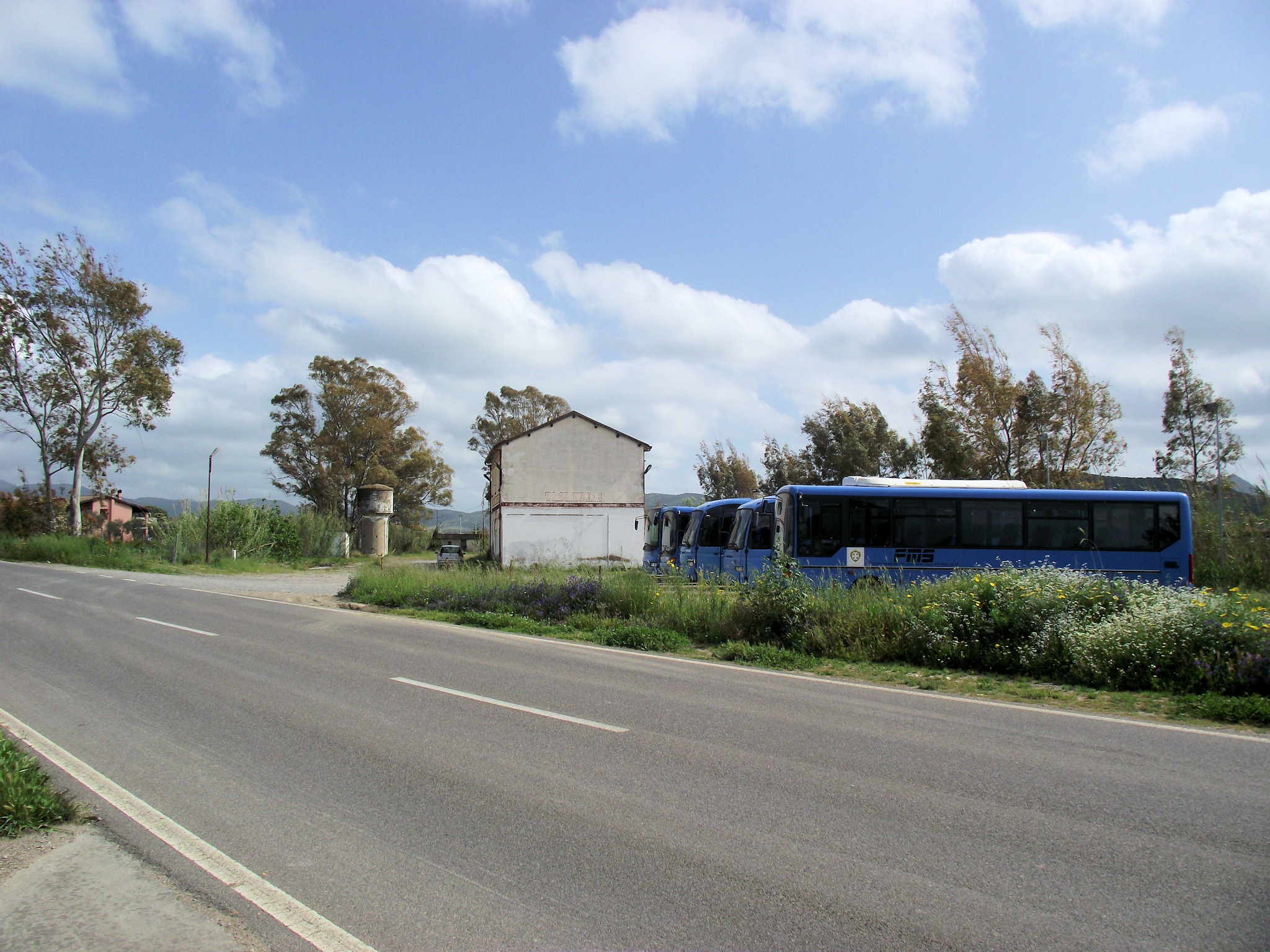
L'ex stazione ferroviaria di Santadi, impiegata come deposito autobus dalle FMS e, dopo il 2008, dall'ARST

Da segnalare infine che i bus delle Ferrovie Meridionali Sarde effettuavano servizio sostitutivo per conto di Trenitalia nelle tratte tra la stazione di Villamassargia e quelle di Carbonia Stato ed Iglesias (in casi più rari collegando le due cittadine a Cagliari), in determinati orari e giorni.
Secondo i dati relativi al periodo tra novembre 1999 e ottobre 2000 le FMS servivano 34 comuni, e nel periodo indicato hanno trasportato 3.766.135 passeggeri percorrendo complessivamente 6.245.964 km. La velocità commerciale si è aggirata sui 35 km/h.
Nella metà del primo decennio degli anni 2000, la Regione Autonoma della Sardegna avviò l'iter per il passaggio delle Ferrovie Meridionali Sarde e delle Ferrovie della Sardegna dalla gestione governativa a quella regionale. Per entrambe le gestioni governative una volta acquisite fu deciso il passaggio sotto il controllo dell'ARST, in particolare per le FMS si optò per l'assorbimento completo all'interno di quest'ultima. L'11 giugno 2008 terminò ufficialmente la storia delle Ferrovie Meridionali Sarde. L'ARST ne rilevò le maestranze, le linee e gli automezzi, da cui progressivamente vennero sostituiti i loghi della vecchia concessionaria ferroviaria con quelli della nuova proprietà.

## Le linee ferroviarie

Treno a vapore delle FMS nella stazione di Gonnesa, lungo la San Giovanni Suergiu-Iglesias

### Siliqua-San Giovanni Suergiu-Calasetta
Linea di circa 80 km che dalla stazione FMS di Siliqua portava al porto di Calasetta, attraversando il basso Sulcis, San Giovanni Suergiu e Sant'Antioco.

### San Giovanni Suergiu-Iglesias
Diramazione della precedente, lunga 34 km, collegante i territori di Iglesias, Gonnesa e Carbonia con lo scalo di San Giovanni Suergiu.

## Le autolinee principali

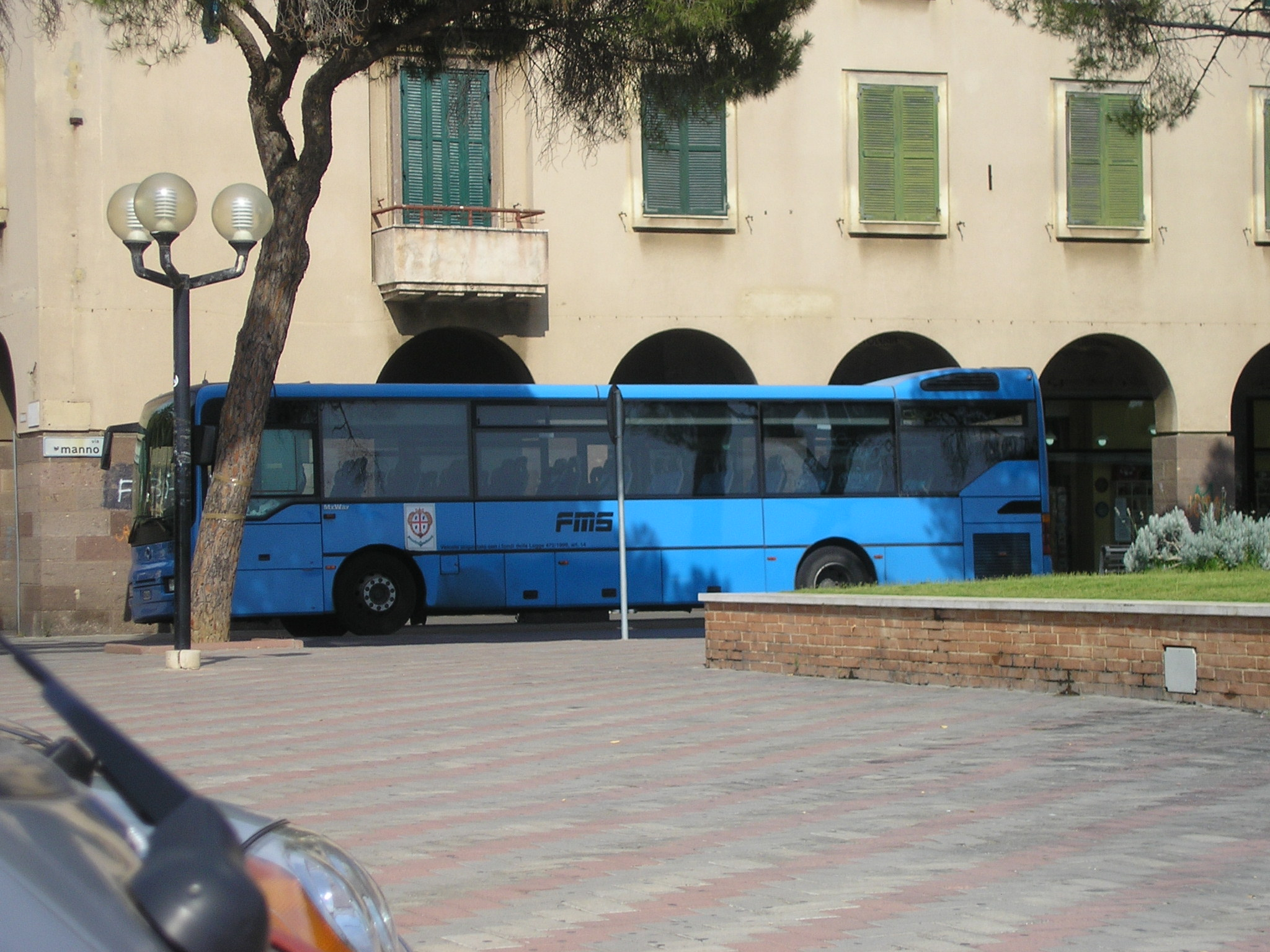
Un autobus Irisbus My Way delle FMS, nella fermata di via Manno a Carbonia

### Servizio ordinario
- Cagliari-Villamassargia-Calasetta
- Cagliari-Iglesias-Calasetta
- Siliqua-Cittadella Universitaria (Monserrato)
- Carbonia-Teulada
- Iglesias-Domusnovas-Musei-Villamassargia
- Linee dell'isola di San Pietro

### Servizio sostitutivo ferroviari o
- Iglesias-San Giovanni Suergiu-Calasetta
- Siliqua-San Giovanni Suergiu-Calasetta

### Servizio lavoratori
- Linee da e per il polo industriale di Portovesme

### Servizio estivo
- Calasetta stazione FMS - Calasetta spiagge
- Carbonia-Porto Pino
- Iglesias - Plage Mesu
- Iglesias - Funtanamare
- Sant'Antioco - Maladroxia - Coe Quaddus

### Servizio urbano
- Carbonia (linee A, B e C)
- Iglesias (linee A, B e C)